# A0620-00
A0620-00 (viết tắt từ 1A 0620-00) là một hệ sao đôi trong chòm sao Kỳ Lân.
A0620-00 bao gồm hai thiên thể. Thiên thể đầu tiên là một sao dãy chính loại K với loại quang phổ K5 V. Không thể nhìn thấy thiên thể thứ hai, nhưng dựa trên khối lượng tính toán của nó là 6,6 lần M☉, nó quá lớn để trở thành một sao neutron và do đó phải là một lỗ đen khối lượng cỡ sao. Ở khoảng cách chỉ khoảng 5.500 năm ánh sáng (1.700 parsec), A0620-00 trở thành một trong những lỗ đen gần nhất được biết đến đối với hệ Mặt Trời, gần hơn so với GRO J1655-40. Hai thiên thể này quay quanh nhau với chu kỳ 7,75 giờ.
A0620-00 đã trải qua hai đợt bùng phát tia X. Lần đầu tiên là vào năm 1917. Lần thứ hai, vào năm 1975, vụ bùng phát được vệ tinh Ariel 5 phát hiện. Trong thời gian đó, A0620-00 là nguồn điểm phát tia X sáng nhất. Bây giờ nó được phân loại là một tân tinh tia X. Bản chất lỗ đen của nó được xác định năm 1986.

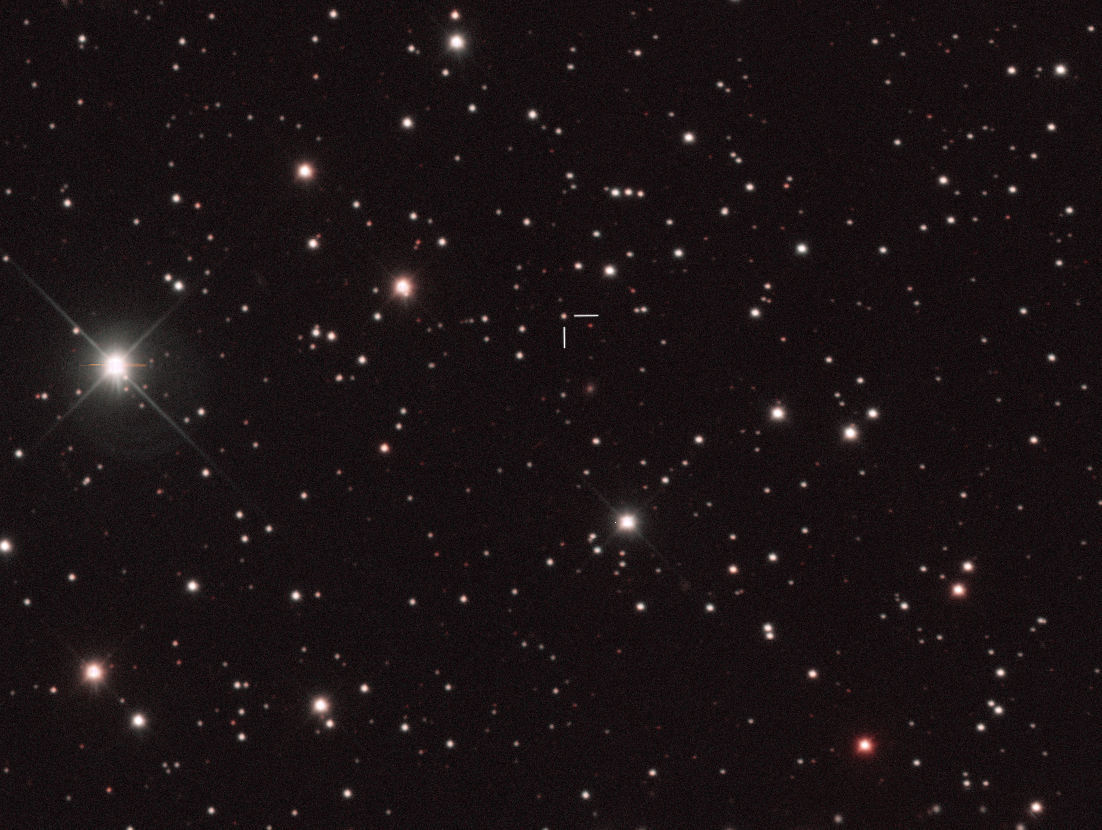
Bầu trời xung quanh 1A 0620-00, trong chòm sao Kỳ Lân. Hình ảnh này, được tạo từ dữ liệu Khảo sát Bầu trời Kỹ thuật số Sloan dưới ánh sáng nhìn thấy và hồng ngoại (bộ lọc u, g, i, z) và bao phủ một khu vực bầu trời khoảng 8 phút cung.

Lỗ đen trong A0620-00 kéo vật chất từ ngôi sao loại K vào một đĩa bồi tụ. Đĩa bồi tụ phát ra lượng ánh sáng nhìn thấy và tia X đáng kể. Bởi vì ngôi sao loại K đã bị kéo giãn thành hình elipxoit, nên diện tích bề mặt có thể nhìn thấy và do đó độ sáng biểu kiến sẽ thay đổi theo góc nhìn từ Trái Đất. A0620-00 cũng mang định danh sao biến quang V616 Monocerotis.

## Tưởng niệm Stephen Hawking
Vào ngày 15 tháng 6 năm 2018, một tín hiệu được truyền từ ăng ten vô tuyến lớn của Cơ quan Vũ trụ châu Âu tại Trạm Cebreros (cách Madrid 77 km về phía tây), để tưởng nhớ Stephen Hawking, người đã mất vào ngày 14 tháng 3 năm 2018, và các công trình của ông về vật lý lỗ đen. Sóng phát ra sẽ truyền đi được khoảng cách 3457 năm ánh sáng với tốc độ ánh sáng và sẽ đến lỗ đen vào năm 5475; đây sẽ là tương tác đầu tiên của con người với một lỗ đen hiện được biết đến. 1A 0620-00 được chọn cho chương trình phát sóng này vì đây là lỗ đen gần nhất được biết đến với Trái Đất vào thời điểm đó. Tin nhắn mang thông điệp hòa bình và hy vọng, theo lời từ thành viên gia đình Hawking.